# Walt Whitman (estatua)

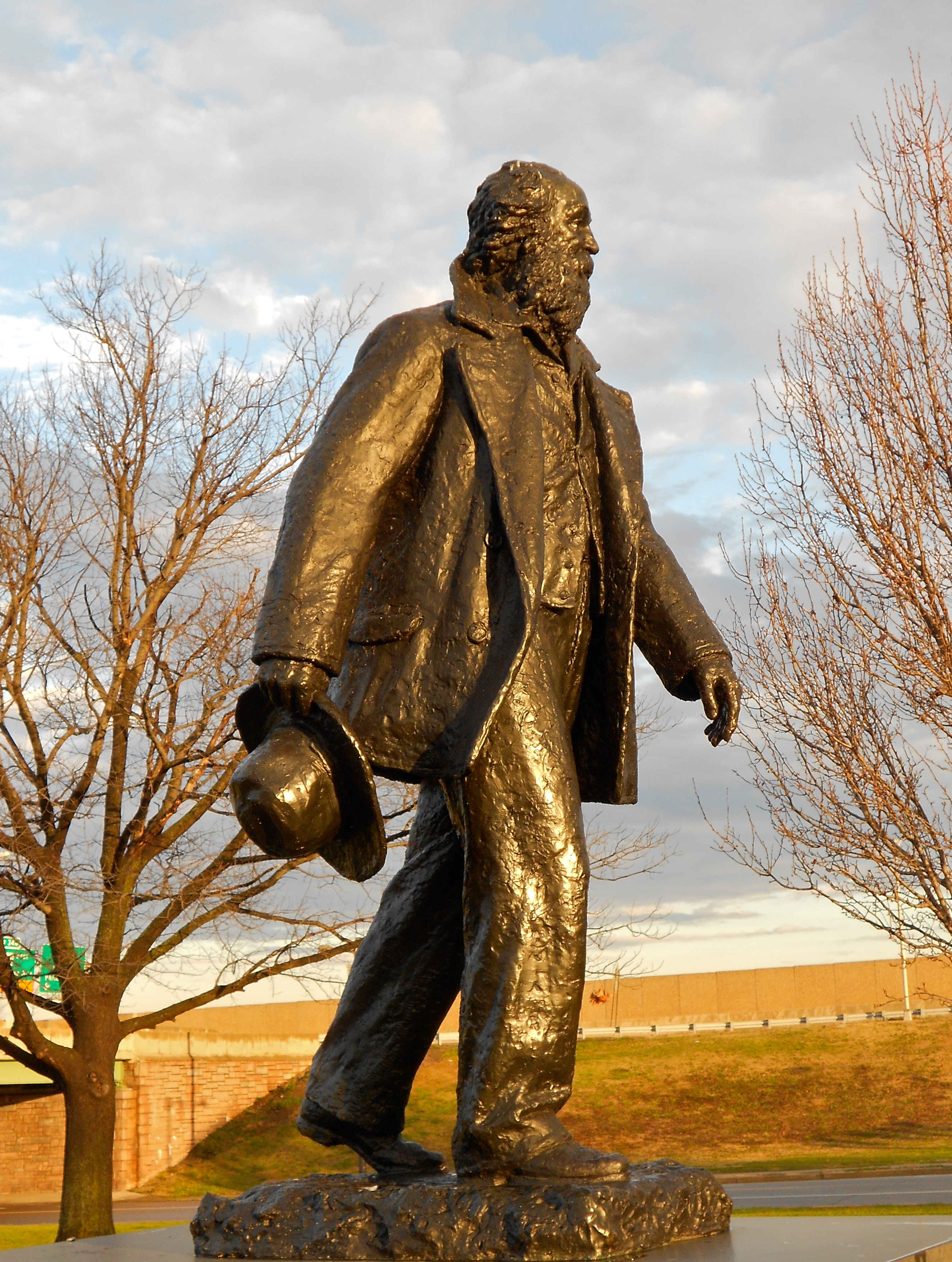
Estatua de Filadelfia en Broad Street

Walt Whitman es una estatua de Jo Davidson de la que existen varios vaciados.
Davidson comenzó a trabajar en una representación de Walt Whitman después de participar en una competencia en 1925. Aunque esa estatua nunca se realizó, Davidson continuó refinando su proyecto.
Cuando trabajaba en la estatua, Davidson primero hizo un desnudo de arcilla de tamaño natural, luego creó una armadura especial que le permitió mover los brazos y las piernas de forma independiente, lo que le permitió obtener el movimiento exacto que estaba buscando. Davidson declaró: "Nada en mi estatua de Walt Whitman podría ser estático y, finalmente, obtuve el ritmo que buscaba".
La estatua se exhibió por primera vez en la Feria Mundial de Nueva York en 1939. Luego, también en 1939, Averell Harriman (de quien Davidson ya había hecho un busto) sugirió a Davidson que la obra se colocara en el Parque Estatal Bear Mountain. Whitman inspeccionó el sitio, lo encontró aceptable y la estatua se colocó allí. En la inauguración de la estatua, el comisionado de parques de Nueva York, Robert Moses, bromeó: "No estoy seguro de si se trata de una estatua de Walt Whitman de Jo Davidson o una estatua de Jo Davidson de Walt Whitman".

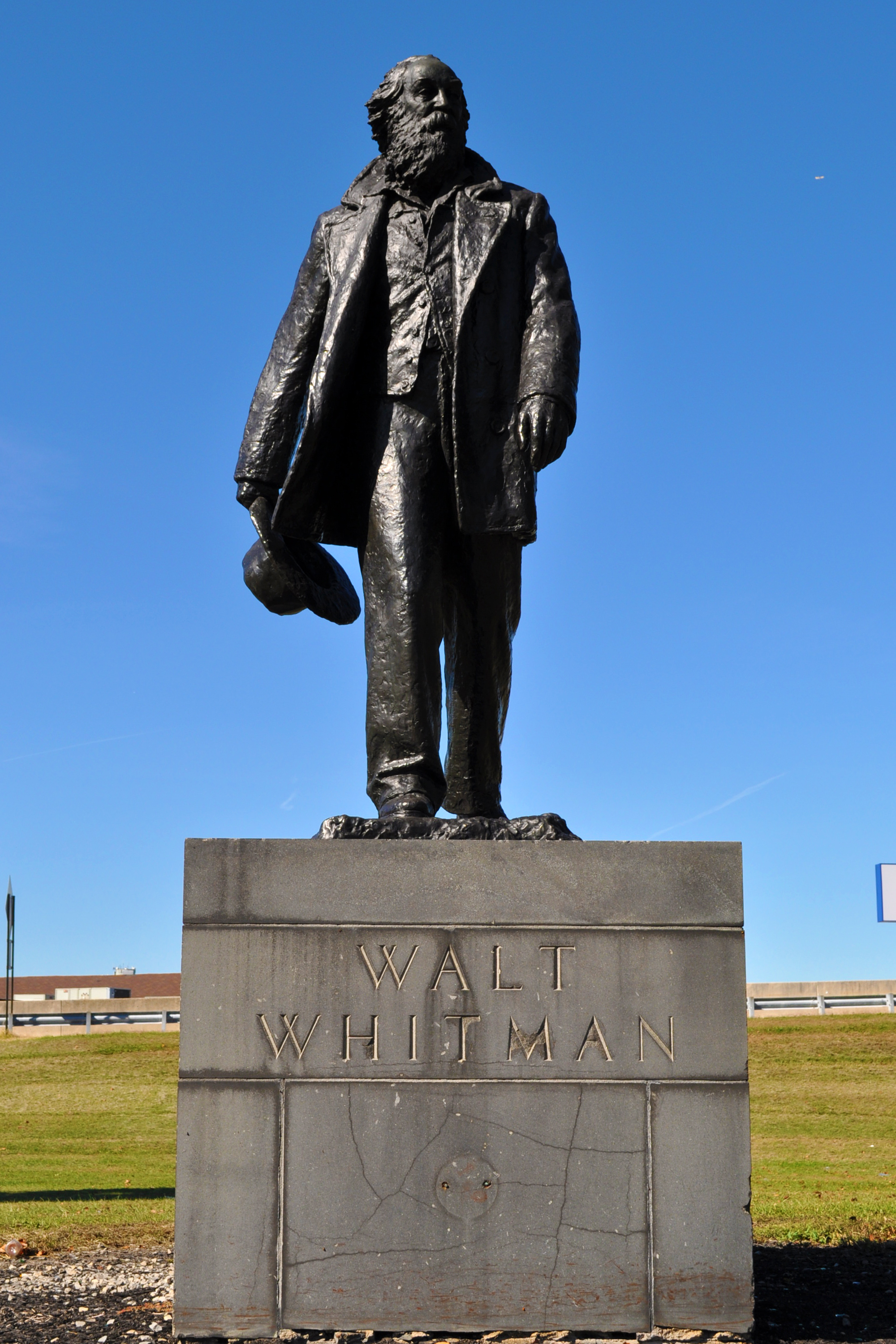
Estatua de filadelfia

En 1957 se realizó otra fundición de la estatua, comprada por la Asociación de Arte de Fairmount Park y colocada en la intersección de Broad Street y Packer Avenue, cerca del acceso al puente Walt Whitman.

## En la cultura popular
- El poeta Louis Simpson publicó un poema titulado “Walt Whitman en Bear Mountain en el que anuncia: “Hasta el bronce parece vivo”.[5]
- La obra se puede observar en la parte superior derecha de la fotografía de 70 Sculptors tomada en la 3.ª Exposición Internacional de Escultura en Filadelfia en 1949. Davidson se puede encontrar en la imagen sentado en la primera fila, segundo desde la derecha.